# Ningi (Kwajalein)
Ningi (auch: Gugeegue Island, Nēnē, Ngenge Island, RTS, USAKA) ist eine Insel des Kwajalein-Atolls in der Ralik-Kette im ozeanischen Staat der Marshallinseln (RMI). Die Insel gehört zu den von den Vereinigten Staaten gepachteten Gebieten.

## Geographie
Das Motu bildet zusammen mit dem nördlich anschließenden Gugegwe und den weiter südlich gelegenen Inseln (Ebwaj, Bijinkur, Loi) einen kleinen Inselverband im südlichen Riffsaum des Atolls, der durch einen Fahrdamm miteinander verbunden ist („Gugegwe Ningi“).
Auf der Insel gibt es einen Helikopter-Landeplatz, einen Hafen und eine historische Militärbasis (Gugegwe JP Naval Base WW2) aus dem Zweiten Weltkrieg.

## Klima
Das Klima ist tropisch heiß, wird jedoch von ständig wehenden Winden gemäßigt. Ebenso wie die anderen Orte der Kwajalein-Gruppe wird Ningi gelegentlich von Zyklonen heimgesucht.